# 152 mm/55 Mod. 1934/1936
152 mm/55 Mod. 1934/1936 e корабно оръдие с калибър 152 mm разработено и произвеждано в Италия. На въоръжение е в Кралските ВМС на Италия. Това оръдие е развитие на 152 mm оръдия Mod. 1926/1929. Моделът от 1934 г. е разработен от компанията Ansaldo, а модела от 1936 г. се произвежда по лиценз от компанията OTO. Разликите между моделите са незначителни. Към началото на Втората световна война са остарели, но широко се използват във флота. Използвани са на леките крайцери от типа „„Дука дели Абруци““ в качеството на главен калибър и в качеството на противоминна артилерия на линейните кораби от типа „Литорио“. Тези оръдия се оказват най-точните от италианските 152-милиметрови (6") корабни оръдия във времената на Втората световна война.